# Hits U Missed
Albums de Masta Ace
Disposable Arts
(2001) A Long Hot Summer
(2004)
Hits U Missed est une compilation de Masta Ace, sortie le 29 janvier 2004. 

## Liste des titres
| No  | Titre                                   | Contient un (des) sample(s) de     | Durée |
| --- | --------------------------------------- | ---------------------------------- | ----- |
| 1.  | Conflict (featuring Guru)               |                                    | 3:55  |
| 2.  | Top 10 List                             |                                    | 4:35  |
| 3.  | Ghetto Like                             |                                    | 4:13  |
| 4.  | Last Bref                               |                                    | 4:05  |
| 5.  | Observations (featuring Apocalypse)     |                                    | 4:16  |
| 6.  | Hellbound (featuring Eminem et J-Black) |                                    | 3:56  |
| 7.  | The Outcome                             |                                    | 3:22  |
| 8.  | Splash                                  |                                    | 4:17  |
| 9.  | Cars (featuring Spunk Bigga)            |                                    | 4:41  |
| 10. | Rap 2K1                                 |                                    | 4:21  |
| 11. | Brooklyn Blocks (featuring Buckshot)    |                                    | 4:20  |
| 12. | Spread it Out                           | The Simpsons Theme de Danny Elfman | 3:05  |
| 13. | NY Confidential                         |                                    | 3:56  |
| 14. | Ya Hardcore                             |                                    | 4:12  |
| 15. | Maintain (featuring Lord Digga)         |                                    | 3:45  |